# Институт по информационни технологии
Институтът по информационни технологии e бил едно от седемте звена на Българската академия на науките, специализирани в областта на инженерните науки. Бил основан през 1994 година като приемник на Секцията по автоматика и телемеханика при техническото отделение (1959—1969), Института по техническа кибернетика (1969—1978), Института по техническа кибернетика и роботика (ИТКР, 1978—1990) и Института по информатика (1990—1994). След смъртта на проф. д-р Васил Василев, изпълняващ длъжността директор на ИИТ—БАН е бил ст.н. с. II ст. д-р Георги Глухчев.
Институтът работил по множество национални и международни проекти в някои от най-съвременните направления в информационните технологии, обособени в следните секции:
- „Информационни процеси и системи“ с ръководител ст.н. с. II ст. д-р Иван Мустакеров
- „Изкуствен интелект“ – ст.н. с. II ст. д-р Данаил Дочев
- „Системи за подпомагане вземането на решения“ – ст.н. с. II ст. д-р Марияна Василева-Иванова
- „Разпознаване на образи и биометрика“ – ст.н. с. II ст. д-р Георги Глухчев
- „Интелигентни системи“ — акад. Васил Сгурев
- „Моделиране и управление“ – ст.н. с. II ст. д-р Боян Метев
- „Софт компютинг“ — акад. Иван Попчев
- „Обработка на сигнали“ – проф. дтн Христо Кабакчиев

Три са издаваните от ИИТ—БАН научни списания: „Cybernetics and Information Technologies“ (ISSN 1311–9702, на английски език), „Problems of Engineering Cybernetics and Robotics“ (ISSN 0204–9848, на английски) и „Работни статии на ИИТ“ (ISSN 1310-652X, на български и английски).
ИИТ—БАН се е помещавал в блокове 2 и 29 в академичното градче в кв. „Гео Милев“, София. В блок 2 се намирал и Институтът по компютърни и комуникационни системи, също наследник на някогашния ИТКР. При последната реформа на БАН, Институтът по информационни технологии е слят заедно с други институти в Институт по информационни и комуникационни технологии.